# OF-40
OF-40 – włoski czołg podstawowy II generacji opracowany przez firmę OTO Melara (obecnie Leonardo S.p.A.), chociaż prace projektowe rozpoczęto z udziałem koncernu FIAT w 1977 roku (stąd oznaczenie wozu, pochodzące od pierwszych liter nazw obu firm, natomiast liczba 40 oznacza przewidywaną masę czołgu w tonach).
Z założenia OF-40 był przeznaczony na eksport, przede wszystkim na Bliski Wschód. Zakupiły go tylko Zjednoczone Emiraty Arabskie (36 sztuk plus 3 wozy zabezpieczenia technicznego), chociaż wozem były zainteresowane również Hiszpania, Grecja i Tajlandia. Przy opracowywaniu pojazdu wzorowano się na niemieckim czołgu Leopard 1, wykorzystując wiele jego zespołów i podzespołów.
OF-40 występuje w dwóch wersjach: Mk 1 i Mk 2.

## Historia
Pracę nad nowym czołgiem, który miał zastąpić używany w armii włoskiej niemiecki czołg Leopard 1A1 rozpoczęto w 1977 roku. Pracę prowadziły dwie firmy OTO Melara i FIAT. Pierwsza z nich zajmowała się opracowaniem wieży a druga podwozia.  
Prototyp zbudowano w 1980 roku. W 1983 roku po próbach ostatecznie opracowano czołg oznaczony jako OF-40 Mk 2 i wdrożono go do produkcji seryjnej. Nie spotkał się on jednak z zainteresowaniem armii włoskiej. 
W związku z tym czołg OF-40 Mk 2 przeznaczono na eksport. Zainteresowało się nim armia Zjednoczonych Emiratów Arabskich, która ostatecznie zamówiła 36 czołgów tego typu. Po wyprodukowaniu 36 czołgów tego typu ostatecznie zrezygnowano z ich dalszej produkcji. 

## Opis konstrukcji
OF-40 Mk 1 ma najpowszechniej stosowany na świecie układ konstrukcyjny, tzn.: silnik i układ napędowy znajdują się z tyłu, przedział bojowy - w środku, a przedział kierowania - z przodu pojazdu. Kadłub i wieżę wykonano ze spawanych, stalowych płyt pancernych. Z prawej strony wieży znajdują się stanowiska dowódcy i działonowego, z lewej zaś ładowniczego.
Uzbrojenie główne czołgu stanowi armata kalibru 105 mm z przewodem bruzdowanym, opracowana specjalnie przez firmę OTO Melara dla tego wozu. Lufę armaty (długości 52 kalibrów) wyposażono w osłonę termiczną, przedmuchiwacz oraz zamek z mechanizmem półautomatycznego działania. Naprowadzanie armaty w płaszczyźnie pionowej i poziomej odbywa się za pomocą systemu elektrohydraulicznego opracowanego przez OTO Melara. W czołgu nie zastosowano układu stabilizacji uzbrojenia.
Do armaty można stosować standardową w NATO amunicję kalibru 105 mm, w tym: APDS (prędkość początkowa pocisku wynosi 1470 m/s), HEAT (1170 m/s), HESH (730 m/s), zapalającą i dymną.
Uzbrojenie dodatkowe OF-40 Mk 1 składa się z dwóch karabinów maszynowych kalibru 7,62 mm: sprzężonego z armatą oraz przeciwlotniczego, zamontowanego obok włazu ładowniczego.
W czołgu zastosowano system kierowania ogniem, opracowany przez firmę Officine Galileo. Stanowisko dowódcy wyposażono w niezależnie stabilizowany w obu płaszczyznach, panoramiczny celownik dzienno-nocny VS 580-B o powiększeniu 8x (produkowany we współpracy z francuską firmą SFIM), który umieszczono w opancerzonej głowicy, zamontowanej na stropie wieży, przed włazem dowódcy. Natomiast na stanowisku działonowego zamontowano optyczny celownik C125 o powiększeniu 8x, który jest wykorzystywany do prowadzenia ognia z armaty i sprzężonego z nią karabinu maszynowego. Dodatkowo działonowy dysponuje dalmierzem laserowym VAQ-33 o zasięgu od 400 do 10 000 m (firmy Selenia), sprzężonym z celownikiem C125.
Jednostką napędową OF-40 Mk 1 jest wysokoprężny silnik niemieckiej firmy MTU - MB 838 Ca M500 o mocy około 610 kW przy 2200 obr./min (czterosuwowy, dziesięciocylindrowy, w układzie V o kącie rozwarcia cylindrów 90°, turbodoładowany, wielopaliwowy). Układ napędowy niemieckiej firmy ZF zawiera przekładnię hydrokinetyczną i planetarną skrzynię przekładniową.
W wozie zastosowano: zespołowy układ ochrony przed skutkami użycia broni masowego rażenia, automatyczny układ przeciwpożarowy w przedziale napędowym, układ chłodzenia z wymuszonym obiegiem cieczy, system zabezpieczający silnik przed przegrzaniem, dwie pompy o wydajności 120 dm3/min (służące do wypompowywania wody z czołgu przedostającej się do jego wnętrza podczas pokonywania przeszkód wodnych) oraz wentylator (w stropie kadłuba nad układem napędowym), który włącza się automatycznie przy wzroście temperatury silnika.
Układ jezdny czołgu składa się z: czternastu podwójnych kół nośnych (2x7) z bandażami gumowymi, kół napędowych (z tyłu kadłuba), kół napinających (z przodu kadłuba), dziesięciu rolek podtrzymujących (2x5) i dwóch taśm gąsienicowych. Żywotność gąsienic szacuje się na 2500 km.
W OF-40 Mk 1 zastosowano indywidualne zawieszenie z wałkami skrętnymi. Koła nośne połączono z elementami sprężystymi poprzez wahacze. Zawieszenia: pierwsze, drugie, trzecie, szóste i siódme wyposażono w amortyzatory hydrauliczne i ograniczniki ugięcia.
W 1981 roku firma OTO Melara zmodernizowała czołg OF-40 Mk 1 do wersji OF-40 Mk 2, w którym zastosowano nowoczesny układ stabilizacji uzbrojenia w dwóch płaszczyznach oraz system kierowania ogniem OG14LR (opracowany przez Officine Galileo). Ponadto stanowisko dowódcy wyposażono w stabilizowany w obu płaszczyznach dzienno-nocny celownik panoramiczny, a stanowisko działonowego - w dwa celowniki. Pierwszy z nich służy do strzelania z uzbrojenia głównego. Ma powiększenia 7x i 14x i jest połączony z dalmierzem laserowym o zasięgu od 400 do 3500 m. Natomiast drugi celownik - typu teleskopowego (o powiększeniu 8x) - zamontowano współosiowo z armatą i wyposażono w siatkę, umożliwiającą strzelanie z armaty oraz karabinu maszynowego.
Do obserwacji nocnej użyto zestawu z kamerą LLLTV (umieszczoną nad armatą), który przekazuje obraz na monitory działonowego i dowódcy. W sprzyjających warunkach zestaw umożliwia nocną obserwację na odległość do około 2 km.
W OF-40 Mk 2 nieznacznie wzmocniono opancerzenie wieży i jej czołowej części poprzez dodanie stalowych płyt spawanych.
Na bazie czołgu OF-40 zbudowano wóz zabezpieczenia technicznego OF-40 AVR (o masie 45 t, z czteroosobową załogą), wyposażony m.in. w: żuraw o maksymalnym udźwigu 18 t, wyciągarkę o uciągu 35 t, lemiesz oraz warsztat spawalniczy. Natomiast samonośne nadwozie wykorzystano m.in. w 155 mm armatohaubicy samobieżnej Palmaria.

## Użycie
Czołgi OF-2 Mk 2 są użytkowane przez armię Zjednoczonych Emiratów Arabskich.